# Charles Edison
Charles Edison (West Orange, 3 agosto 1890 – New York, 31 luglio 1969) è stato un politico statunitense.

## Biografia
Fu il quarantaseiesimo segretario della marina statunitense sotto il presidente degli Stati Uniti d'America Franklin D. Roosevelt.
Figlio di Thomas Alva Edison, frequentò la Hotchkiss School in Lakeville (Connecticut), ricoprì anche la carica di 42º governatore del New Jersey, sposò Carolyn Hawkins il 27 marzo 1918 ma la coppia non ebbe figli. Fu anche proprietario della Edison Studios (il precedente proprietario era suo padre).